# 克里斯·哈里斯 (板球运动员)
克里斯·哈里斯（英語：Chris Harris，1969年11月20日—），生于基督城，新西兰前男子板球运动员。他曾代表新西兰国家队参加1998年英联邦运动会板球比赛，获得一枚铜牌。